# Incêndio de Valência de 2024
O incêndio de Valência de 2024 ocorreu a 22 de Fevereiro de 2024 num complexo habitacional de 138 apartamentos, onde viviam cerca de 450 pessoas, no bairro deo Campanar, em Valência. Agravado pelas condições climatéricas e pelo revestimento em alumínio e compósito de poliuretano, tem muitas semelhanças com o que ocorreu na Torre Grenfell, em Londres, em 2017, e é considerado o pior alguma vez registado na cidade, com um balanço provisório de dez mortos e quinze feridos.

## Antecedentes
O incêndio deflagrou num complexo residencial de dois edifícios, com uma área de 3.724 metros quadrados, no cruzamento da Avenida General Avilés com a Avenida Maestro Rodrigo, no bairro de Campanar, em Valência.
O complexo construído entre 2005 e 2009 pelo promotor privado Fbex, que faliu em 2010 devido à crise económica espanhola da década de 2010 após a bolha imobiliária dos anos 2000, os edifícios foram revestidos com painel compósito de alumínio Alucobond. No entanto, ao contrário dos primeiros relatórios, o material de isolamento utilizado foi lã de rocha, uma substância incombustível. As investigações estão agora a centrar-se num material termoplástico, possivelmente uma resina utilizada para colar o revestimento de alumínio, como potencial acelerador do incêndio.
Esther Puchades, vice-presidente do Colégio de Engenheiros Industriais e Técnicos de València, que também inspeccionou o edifício, afirmou que o incêndio era o primeiro deste tipo em Espanha.

## Incêndio
Pensa-se que, imediatamente após o incêndio ter deflagrado num apartamento do 7.º andar, por volta das 17h30 (Horário da Europa Central), muitas vidas foram salvas pela ação de um dos porteiros do edifício que bateu à porta dos moradores a gritar "fogo" e ordenando-lhes que evacuassem o edifício. Várias testemunhas que se encontravam nas proximidades registaram as primeiras fases do incêndio nos seus smartphones, mostrando como este se intensificou rapidamente e começou a alastrar-se pela fachada.
Os bombeiros, as ambulâncias e polícia chegaram ao local pouco depois. Testemunhas indicaram que o fogo tinha tomado conta de todo o primeiro edifício "numa questão de 10 minutos", tendo-se rapidamente propagado ao segundo. Devido às altas temperaturas, os bombeiros só puderam aceder ao 12º andar do edifício, mas conseguiram salvar alguns residentes. Na altura, registaram-se ventos de cerca de 60 quilómetros por hora (32 kn) e rajadas de até 100 quilómetros por hora (54 kn) na zona. Devido ao vento forte, o fogo foi ateado e, além disso, os jactos de água foram levados para longe do edifício. Um pai e uma filha que se encontravam presos numa varanda foram resgatados pelos bombeiros através de uma grua extensível com escada de incêndio. As imagens de um bombeiro a saltar de uma varanda do sétimo andar para um tapete de segurança, a fim de evacuar o edifício, foram mostradas em vários meios de comunicação social espanhóis.
Devido à magnitude da catástrofe, as autoridades civis solicitaram também a assistência da Unidade Militar de Emergência. Foram mobilizados cerca de quarenta carros de bombeiros e noventa soldados. Foi também instalado um hospital de campanha na zona. Durante a manhã de 23 de fevereiro, os bombeiros não conseguiram procurar pessoas desaparecidas no interior do complexo de apartamentos devido ao calor extremo que se fazia sentir no edifício. As equipas de salvamento utilizaram drones para procurar no edifício enquanto o pessoal de emergência trabalhava para arrefecer o exterior, a fim de localizar os corpos de potenciais vítimas.
A origem do incêndio é ainda desconhecida, mas as investigações centram-se no motor elétrico do toldo do apartamento 86, no sétimo andar. Apesar da rápida divulgação pelos meios de comunicação social, esta teoria não se coaduna com as imagens e vídeos registados nos primeiros momentos do incêndio, nos quais se pode constatar que o fogo teve origem no interior da casa, e que esta não tinha toldo no seu terraço nem as suas fixações no gradeamento, o que se via nos outros terraços que tinham toldo. Esta teoria pode ter tido origem num outro vídeo gravado a partir de um edifício contíguo, coincidente em altura com o apartamento ardido, mas lateral a este. Por este motivo, no vídeo podia ver-se um toldo com as chamas ao fundo, mas este pertencia ao terraço do apartamento contíguo ao apartamento ardido que, devido à perspetiva da gravação, parecia estar a arder, mas na realidade não estava.

## Vítimas
Inicialmente, foram hospitalizadas quinze pessoas, incluindo seis bombeiros e uma criança. No dia seguinte, os serviços de emergência confirmaram dez vítimas mortais, incluindo quatro membros da mesma família com dois filhos pequenos e um casal de idosos, enquanto uma pessoa foi dada como desaparecida. É o incêndio mais mortífero em Valência desde um fogo posto em 1447 que destruiu o centro da cidade e causou 10 mortos.

## Consequências
As pessoas organizaram campanhas de recolha de vestuário para as pessoas deslocadas. Foram feitas doações de alimentos, vestuário e artigos de higiene pessoal. Os taxistas ofereceram transporte gratuito às famílias afectadas e aos residentes para chegarem aos hotéis que tinham sido criados como abrigos temporários.

## Reações
O presidente da Generalitat Valenciana, Carlos Mazón, a presidente da Câmara Municipal de Valência, María José Catalá, e a delegada do governo central junto da Comunidade Valenciana, Pilar Bernabé, manifestaram a sua consternação pela catástrofe e pediram aos residentes que não se aproximassem da zona para garantir o trabalho dos serviços de emergência. Mais tarde, a Catalunha declarou três dias de luto oficial devido ao incêndio. Vários eventos, incluindo o primeiro dia das Fallas de Valência, foram cancelados em consequência.
O Primeiro-Ministro espanhol Pedro Sánchez declarou estar "chocado com o terrível incêndio num edifício em Valência" e ofereceu "toda a ajuda necessária". Durante a manhã de 23 de fevereiro, visitou a zona sinistrada. O líder da oposição, Alberto Núñez Feijóo, também manifestou "grande preocupação" com a catástrofe. A Casa Real também emitiu um comunicado oficial, no qual afirmava que o Rei Felipe VI e a Rainha Letizia "estavam a seguir com preocupação a evolução do incêndio em Valência", bem como a enviar todo o seu apoio aos serviços de emergência e os melhores votos para a recuperação dos feridos. O Papa Francisco enviou um telegrama a expressar as suas condolências pela catástrofe.
O jogo da La Liga entre o Valência e o Granada, que deveria ter sido disputado a 24 de Fevereiro no Estádio Mestalla, foi adiado na sequência do incêndio. O Valencia CF disse que estava "devastado" pelo incêndio e que iria hastear bandeiras a meia haste em todas as suas instalações. Um jogo entre o Levante e Andorra, que deveria ter sido disputado a 24 de fevereiro, foi também adiado devido ao incêndio. A Real Federação Espanhola de Futebol declarou que seria guardado um minuto de silêncio antes do jogo da meia-final da Liga das Nações Feminina da UEFA entre a Espanha e a Holanda, em Sevilha, a 23 de Fevereiro.